# 2414 Vibeke
2414 Vibeke là một tiểu hành tinh vành đai chính với chu kỳ quỹ đạo là 2090.9448323 ngày (5.72 năm).
Nó được phát hiện ngày 18 tháng 10 năm 1931.